# Abel Tasman
Abel Janszoon Tasman (1603 Lutjegast – 1659 Batávie) byl nizozemský obchodník a mořeplavec, který v roce 1642 objevil Nový Zéland a ostrov, který je od roku 1855 zván Tasmánie.

## Životopis

### První objevy

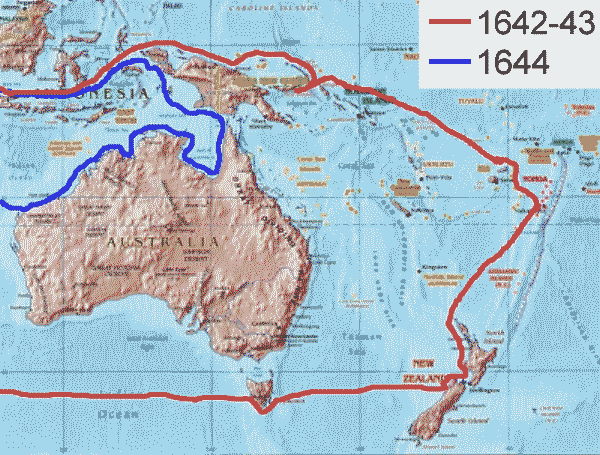
Trasa Tasmanovy plavby

Tasman pocházel z chudé rodiny z nizozemské provincie Groningen, sám se naučil číst a psát a vstoupil do služeb Východoindické společnosti. Ta nabízela možnost vyniknout, zbohatnout a získat námořní výcvik, a tak začátkem 30. let přicestoval do Východní Indie. Díky svým schopnostem dosáhl rychlého postupu – z prostého námořníka na lodníka, kormidelníka a kapitána. Své kvality plně prokázal i pod Quastovým velením. Quastovy koráby prozkoumaly japonské vody a pronikly dokonce do blízkosti Kurilských ostrovů. Přestože kurděje vyhubily téměř celé mužstvo, podařilo se Tasmanovi dovést lodě silnými tajfuny šťastně do batávského přístavu.
Přes počáteční ztráty a neúspěchy („ostrovy zlata“ nalezeny nebyly) se guvernér roku 1641 rozhodl vyslat do jižních moří novou výpravu a do jejího čela postavil tentokrát Tasmana, známého už svým navigačním uměním. Měl zjistit, je-li „Zuidlandt“ součástí jižní země, jak daleko k jihu se táhne, měl nalézt námořní trasu od této země na východ a navíc ještě prozkoumat neznámé západní Tichomoří. V polovině srpna 1642 zvedly jeho lodi Heemskerk a Zeeaen v Batávii kotvy, počátkem září dorazily na Mauricius a poté zamířily k jihovýchodu. Na 50° jižní šířky je však silné bouře přiměly změnit kurz a pak už následovala nekonečná plavba širým oceánem k východu. Australská pevnina tak zůstala daleko na severu. Teprve 24. listopadu spatřily hlídky na obzoru obrysy vysokých hor – byla to Van Diemenova země, dnešní Tasmánie.
Holanďané „vzali řečenou zemi do vlastnictví“ a Tasman sledoval její východní pobřeží až do míst, kde mu silný protivítr znemožnil další plavbu. A tak 5. prosince změnil kurz, opustil „australské vody“ a zamířil k východu, na širé moře. Proto zůstala Tasmánie, kterou nikdo z účastníků výpravy ani okem nezahlédl, v zeměpisném povědomí až do počátku 19. století pouhým výběžkem australské pevniny.

### Objev Nového Zélandu

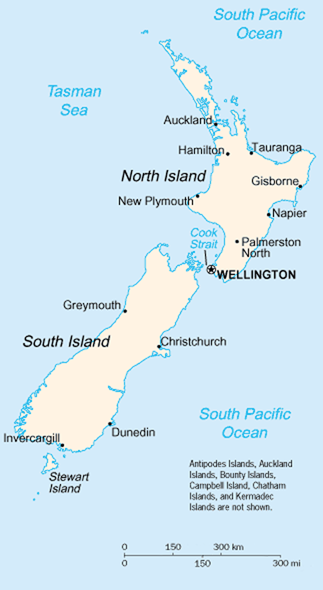
Mapa Nového Zélandu

Po devítidenní plavbě k východu se před nizozemskými loďmi vynořil strmý břeh na severozápadním okraji jižního z novozélandských ostrovů. Vítr je hnal přímo do průlivu mezi oběma ostrovy (Tasman ho ovšem pokládal za široký záliv), kde 18. prosince zakotvili. Přátelská „neutralita“ tamních bojovných Maorů dlouho netrvala: přepadli „náhle bez příčiny“ nizozemský člun, zabili čtyři námořníky a uspořádali na břehu kanibalské hody[zdroj⁠?!]. Tasman rychle opustil neblahé místo, jež nazval Moordenaarsbaai – záliv Vrahů. Při sledování linie pobřeží Nového Zélandu k severu si nevšiml úžiny mezi oběma velkými ostrovy a nabyl dojmu, že pluje podél rozsáhlé pevniny, zřejmě součásti Schoutenovy a Le Mairovy Země stavů. Nazval proto dnešní Nový Zéland, z něhož poznal jen západní pobřeží obou ostrovů, rovněž zemí Stavů – Staaten Landt. Při další plavbě objevil během roku 1643 souostroví Tonga a Fidži, minul Santa Cruz i Šalomounovy ostrovy a podél severního Nového Irska (považovaného za novoguinejský břeh) se dostal k Moluckým ostrovům a 14. června skončil šťastně svou pouť v Batávii.
Tasmanova první plavba se nepochybně řadí k největším námořním podnikům 17. století. Kromě nově objevených zemí – Tasmánie, Nového Zélandu, souostroví Tonga a Fidži, nalezl Tasman i novou cestu z Indického do Tichého oceánu v pásmu příznivých západních větrů.
Vzápětí po návratu byl Tasman vyslán na novou výpravu, tentokrát k severnímu pobřeží „Zuidlandtu“, a koncem února 1644 vyplul se 111 muži na třech nevelkých lodích. Výsledky expedice nebyly tentokrát nikterak skvělé. Prozkoumala sice celé pobřeží Carpentarského zálivu a Arnhemské země až po Severozápadní mys a dala severnímu a severozápadnímu pobřeží Nového Holandska (dnešní Austrálie) definitivní kontury, ale nezahlédla ani sebemenší část jeho východního pobřeží. Tasman nenalezl Torresův průliv a usoudil tedy, že Nová Guinea a Nové Holandsko tvoří celek.

### Závěr života a smrt

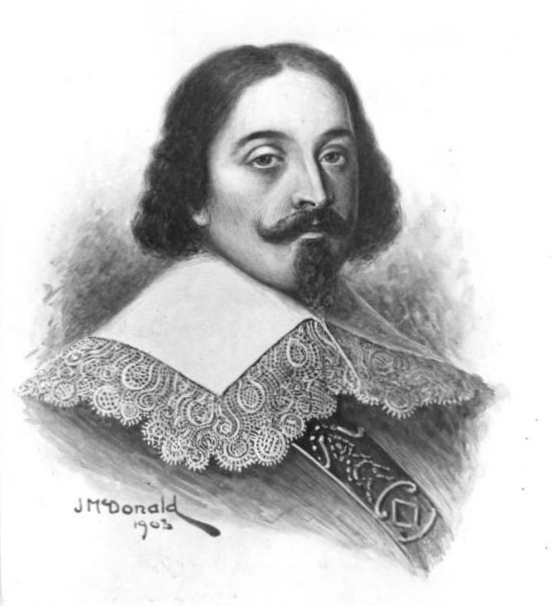
Kresba z roku 1903

Tasman plul pokaždé kolem pustých břehů, kde se nenacházelo zlato, koření, ani zdroje rychlého a snadného zisku. Společnost výsledky jeho plaveb zklamaly a už ve 40. letech usoudila, že mnohem výnosnější než chimérické zlato a stříbro Zuidlandtu je zaběhnutý „obchod s veškerou Indií… a Japonskem“. Nově objevené trasy vzbuzovaly naopak obavu, že jich využijí konkurenti. Proto měli v Amsterodamu spíše zájem na zatajení výsledků výprav a na skončení průzkumů Nového Holandska a tato tendence zvítězila na celé čáře po van Diemenově smrti († 1645). Dalších 50 let se k australskému pobřeží cíleně nepřiblížila jediná nizozemská loď a jeho „doobjevení“ připadlo už lodím pod anglickou a francouzskou vlajkou. Tasmanovy služby byly oceněny hodností komodora. Po smrti svého příznivce se však ocitl v nemilosti a roku 1648 byl dokonce propuštěn a penzionován. Přes brzkou rehabilitaci se už do služeb společnosti nevrátil a několik let pak vedl na ostrovech obchod na vlastní pěst. Největší objevitel 17. století zemřel v Batávii jako vážený a zámožný obchodník roku 1658.

## Tasmanova památka
Na jeho počest byl v roce 1855 přejmenován australský ostrov, který objevil v roce 1642 a který byl do té doby zván Van Diemenova země, na Tasmánii. V roce 1942 byl zřízen na Novém Zélandu Abel Tasman National Park.